# MENAFN
MENAFN（中文：中东北非金融网络），英文全称Middle East North Africa Financial Network，是一家总部位于美国特拉华州的新闻通讯社，于2000年6月成立。该网站是一种泛阿拉伯（pan-Arab）式的财经新闻来源，也是一种阿拉伯人的视角，读者可以在这里了解阿拉伯世界的首次公开募股等财经信息。
该通讯社网站域名Menafn.com注册于2000年5月26日。2005年5月，与Axiom电信在阿联酋成立合资公司。